# Collaboratie
Collaboratie is het samenwerken of heulen met de vijand. Het begrip is afgeleid van het Franse werkwoord collaborer, dat gewoon samenwerken betekent. In deze neutrale betekenis werd het voordien ook in het Nederlands gebruikt, maar vanaf de Tweede Wereldoorlog, toen een groot aantal Europese landen waren bezet door Duitse troepen, kreeg het de specifieke, negatieve betekenis van medewerking met de vijand. Personen die met de Duitse bezetter samenwerkten, worden aangeduid als 'collaborateurs' of in Vlaanderen ook wel als incivieken of – meer denigrerend – zwarten. 
Collaboratie kon politieke, militaire of economische vormen aannemen, maar ook verklikking en verraad behoren ertoe. Het gaat dus om samenwerking met een (al dan niet buitenlandse) vijand, zich daarmee kerend tegen de eigen bevolking en overheid. Diverse wetsartikelen stellen dergelijke gedragingen als misdrijf strafbaar. Het tegengaan van collaboratie hing samen met het feit dat de nationale staten een verregaande loyaliteit van hun burgers eisten. In 1814 daarentegen, na de Franse tijd in Nederland, was samenwerking met de Fransen nauwelijks een probleem geweest. 

## Vormen van collaboratie
Verschillende vormen van collaboratie worden aangemerkt, waarbij sommige als ernstiger dan andere werden beschouwd. De lijn tussen een passieve opstelling en actieve collaboratie was uitermate vaag, en soms was het ook erg moeilijk niet te collaboreren. Dwang werd vaak toegepast, en soms betekende het alternatief ontslag of gevangenisstraf.
Als collaboratie kon worden aangemerkt:
- tekenen van een loyaliteitsverklaring;
- verklikken van onderduikers of verzetsactiviteiten, al dan niet tegen betaling;
- meewerken in een meer of minder invloedrijke positie (minister, ambtenaar, burgemeester, politieman) aan maatregelen van de vijand;
- toepassen van door de vijand opgelegde censuur of positief berichten over de vijand in de media;
- dienstnemen in het vijandelijke leger;
- vrijwillig leveren van hand-en-spandiensten aan de vijand.

Vrouwen die een verhouding met Duitse militairen hadden, worden in het Nederlands niet aangeduid als collaborateurs. Zij werden bedacht met pejoratieve termen als moffenmeid of moffenhoer.

### Economische collaboratie
Economische collaboratie zoals verkoop van goederen en het verrichten van economische diensten tegen betaling aan de vijand kan men eveneens als collaboratie zien, want het steunt het vermogen van de vijand om oorlog te voeren. Aangezien bij hantering van deze definitie het vrijwel onmogelijk is om niet te collaboreren, maakt men ook wel onderscheid tussen militaire en civiele producten. Wie op vrijwillige basis militaire producten en wapens produceert voor de vijand collaboreert sowieso, bij civiele diensten en leveringen collaboreert men in principe niet. Uiteraard bestaat hier ook een groot grijs gebied, met name bij grondstoffen en halffabricaten die voor zowel militaire als civiele doelen kunnen worden gebruikt. Men kan hier enig onderscheid in aanbrengen in wat men weet of behoort te weten, en dit kan door de omstandigheden worden ingevuld, zoals de afnemer van de producten, de plaats waar de producten moeten worden afgeleverd, geschreven documentatie of de context van de prestatie.
Bestuurders en bedrijfskopstukken haalden vaak het argument aan dat de bezetter, indien men niet ten minste enigszins meewerkte, iemand zou aanstellen die ideologisch 'zuiverder' was en wellicht een extremistischer beleid zou voeren of incompetent zou zijn. Voor een bedrijf zou het wellicht kunnen betekenen dat de bezetter de zaak sloot en de werknemers elders te werk zou stellen. In een gemeente zou dit kunnen leiden tot zuivering van het ambtenaren- en politieapparaat, repressie, en inniger samenwerking met de bezetter. Door aan te blijven, zo redeneerde men, kon men tenminste de eigen ingezetenen of werknemers enigszins beschermen en voor erger behoeden. Het tegenargument was echter dat het gevaar hiervan was dat men op een 'hellend vlak' terecht kon komen.

## Collaboratie tijdens de Tweede Wereldoorlog

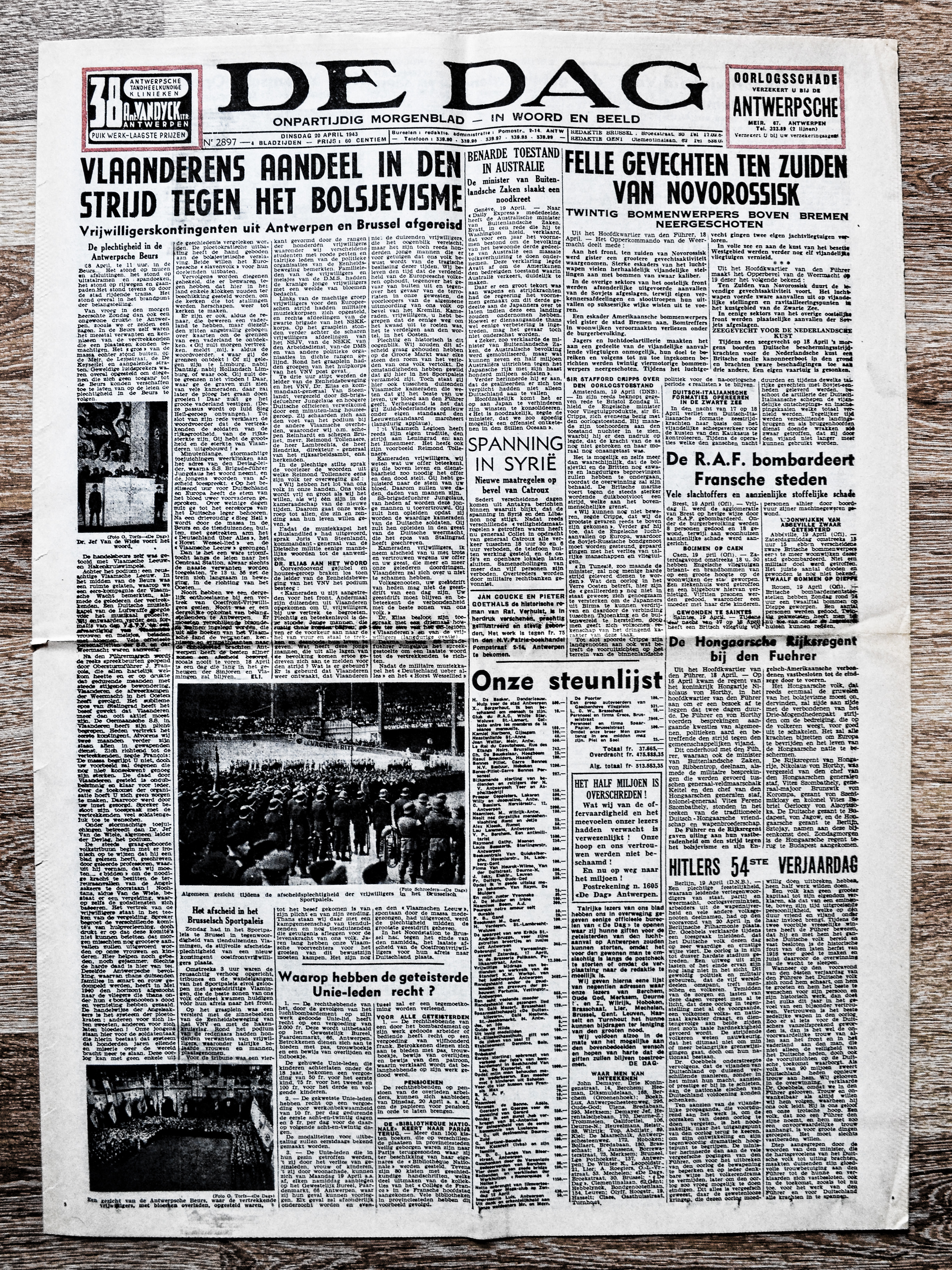
Voorpagina van de Vlaamse krant De Dag 20 april 1943.

In de Tweede Wereldoorlog was collaboratie of vermeende collaboratie voornamelijk afkomstig van de volgende groepen:
- Duitse of Duitstalige minderheden, de zogenaamde Volksduitsers, plus Duitsers die op niet- of semipermanente grondslag in het buitenland waren (Rijksduitsers);
- Inheemse fascistische of nationaalsocialistische groeperingen, die zich met het nationaalsocialistische gedachtegoed identificeerden, zoals de NSB in Nederland, het Vlaams Nationaal Verbond en Rex in België, de IJzeren Garde in Roemenië en Nasjonal Samling in Noorwegen;
- Niet-fascistische ideologische tegenstanders van de regering, zoals sommige Russische monarchisten;
- Individuen en bedrijven, die er economisch of qua carrière op vooruit wilden gaan door te collaboreren;
- Naar onafhankelijkheid of zelfbestuur strevende minderheden, zoals de Kroaten en bepaalde volkeren binnen de Sovjet-Unie;
- Zij die door middel van foltering, hersenspoeling, chantage, bedrog, bedreiging, misbruik van omstandigheden of andere redenen gedwongen werden te collaboreren;
- Anderen, die om uiteenlopende persoonlijke redenen collaboreerden.

Vaak werd gecollaboreerd omdat men meende dat men de bevolking erger kon besparen door minimaal samen te werken met de bezetter. Daarbij wilde men de openbare orde handhaven en een machtsvacuüm voorkomen. Ook bestond er in Europa een zekere wil om met Duitsland tot overeenstemming te komen. Men besefte dat andere wereldmachten als Japan, de V.S. en (met name) de Sovjet-Unie de Europese hegemonie konden bedreigen. De Europese bevolkings- en economische groei bleef achter bij deze landen, en het leek niet denkbeeldig dat Europa spoedig economisch en militair overvleugeld zou worden. Men meende dat men daarom gebaat was bij een verenigd Europa, zelfs als de prijs daarvoor overheersing door de Duitse nazi's was, met name omdat de angst voor de Sovjet-Unie en het communisme er bij veel mensen diep in zat. Daarbij leek in 1940 de oorlog door Duitsland zo goed als gewonnen, en meende men dat men er maar beter het beste van kon maken. Men hoopte dat na verloop van tijd de scherpe kantjes van het nazisme zouden slijten.

### Typologie van Rings
In zijn boek Leben mit dem Feind (1979) onderscheidt de Zwitserse historicus en journalist Werner Rings (1910-1998) vier grote modellen van collaboratie tijdens de Tweede Wereldoorlog, al naargelang de motieven en de bereidwilligheid om met de Duitse bezetter samen te werken. Deze vormen van collaboratie zijn de neutrale, de onvoorwaardelijke, de voorwaardelijke en de tactische collaboratie.
- Neutrale collaboratie: deze niet-ideologische, apolitieke vorm van collaboratie kan ingegeven zijn door 'instinctief zelfbehoud' (overlevingsdrang) of de continuïteit van de economie veilig te stellen. Voorbeelden hiervan zijn de vrijwillig tewerkgestelde arbeiders in Duitsland, ambtenaren, zakenlui en ondernemers (in België: de 'Galopin-doctrine').
- Onvoorwaardelijke collaboratie: lokale Groot-Germaanse of Nieuwe Orde-gezinde partijen en bewegingen collaboreren om zuiver ideologische, solidaire redenen met de nazi-bezetter. Al zijn ook hier opportunistische motieven zeker niet uitgesloten. Voorbeelden zijn het VNV (ten tijde van Staf De Clerq) en de DeVlag in Vlaanderen, Rex in Wallonië, de NSB in Nederland of Jonas Lie, stichter van de Noorse SS.
- Voorwaardelijke collaboratie: bij deze politieke collaboratie neemt het bezette land of gebied zelf het initiatief om onder bepaalde voorwaarden met de bezetter samen te werken teneinde een zekere politieke zelfstandigheid te behouden of te veroveren. Voorbeelden zijn Generaal Vlasov en het Russisch Bevrijdingsleger in de Sovjet-Unie, de Vichy-regering in Zuid-Frankrijk.
- Tactische collaboratie: bij deze defensieve, eenzijdig opgelegde schijncollaboratie hoopt men door te doen alsof men samenwerkt met de Duitse bezetter de schade te beperken en toch nog iets uit de brand te slepen. Voorbeelden: de Joodse Raden in Nederland en Warschau, de Deense regering o.l.v. Erik Scavenius, Emil Hacha in Tsjecho-Slowakije, enz.

### Nederland in en na de Tweede Wereldoorlog

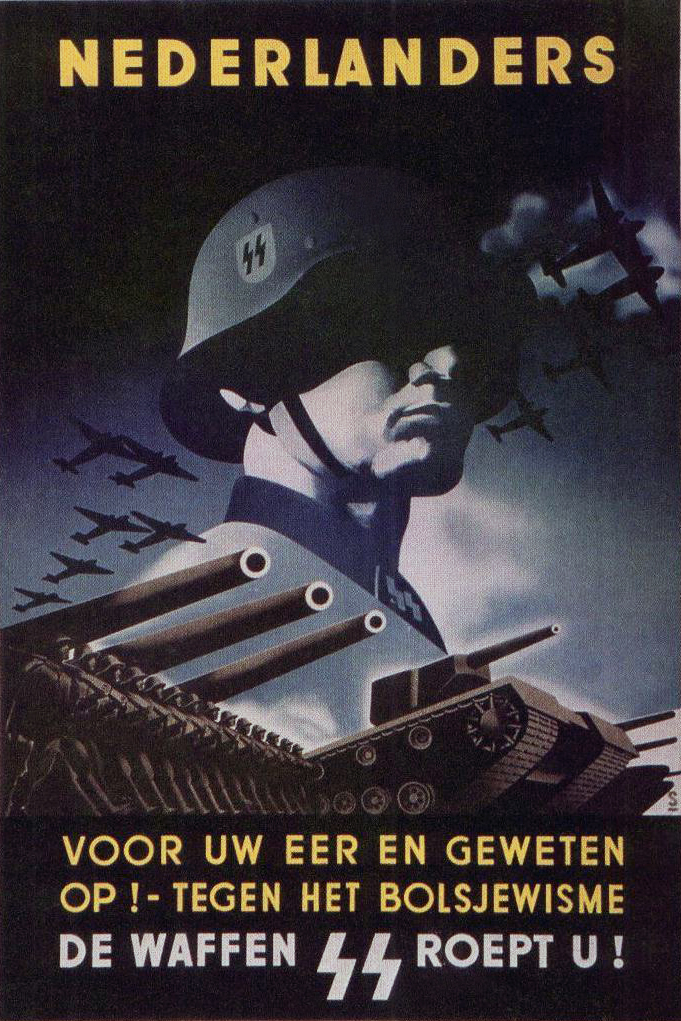
SS-wervingsposter

Collaboratie heeft in Nederland verschillende vormen gekend en was vooral in het begin van de oorlog wijdverbreid. Voor het uitbreken van de oorlog kende Nederland al de Nationaal-Socialistische Beweging (NSB) die na de Duitse inval politiek met Duitsland ging samenwerken. Andere politieke organisaties van collaborateurs waren het Zwart Front en de Nederlandsche Unie. Daarnaast bestond er grootschalige economische collaboratie. In 1940 werd het Nationaal Comité voor Economische Samenwerking opgericht.

#### Politiek, leger en ambtenarenapparaat
Hoewel samenwerking met de vijand strafbaar was, werd in 1937 in een geheime instructie bepaald dat ambtenaren waren gehouden om mee te werken aan maatregelen van een bezettende macht. Het Nederlandse ambtenarenapparaat werkte tijdens de Duitse bezetting dan ook mee met de Duitsers. De secretarissen-generaal bleven aan, ook na het gedwongen ontslag van generaal Winkelman, die de Duitsers te oncoöperatief vonden. Dat gold ook voor de overheidsbedrijven zoals de NS en de gemeentelijke bedrijven zoals het plaatselijk openbaar vervoer.
Hendrikus Colijn bracht na de Duitse inval een brochure uit getiteld "Op de grens van twee werelden" waarin hij de vlucht van het Nederlandse koningshuis naar Engeland veroordeelde en onomwonden koos voor samenwerking met de nazi's. Colijn stelde in zijn brochure dat de democratie had gefaald, dat de leden van het Nederlandse koningshuis nooit meer een voet op Nederlandse bodem zouden zetten en dat de Nederlandse bevolking zich niet moest verzetten maar zich moest schikken naar de wil van de nieuwe machthebbers. Omdat Colijn sinds 1920 politiek leider en partijvoorzitter van de ARP was en voor de oorlog minister-president in vijf kabinetten geweest was, legde zijn oordeel voor conservatieve en gezagsgetrouwe Nederlandse protestanten veel gewicht in de schaal. Bovendien was zijn invloed binnen de Gereformeerde Kerken en de NCRV groot. Het aan de ARP gelieerde dagblad De Standaard probeerde zich neutraal tegenover de bezetter op te stellen. De publicatie van Colijns brochure "Op de grens van twee werelden" moet Arthur Seyss-Inquart als een geschenk uit de hemel ervaren hebben.

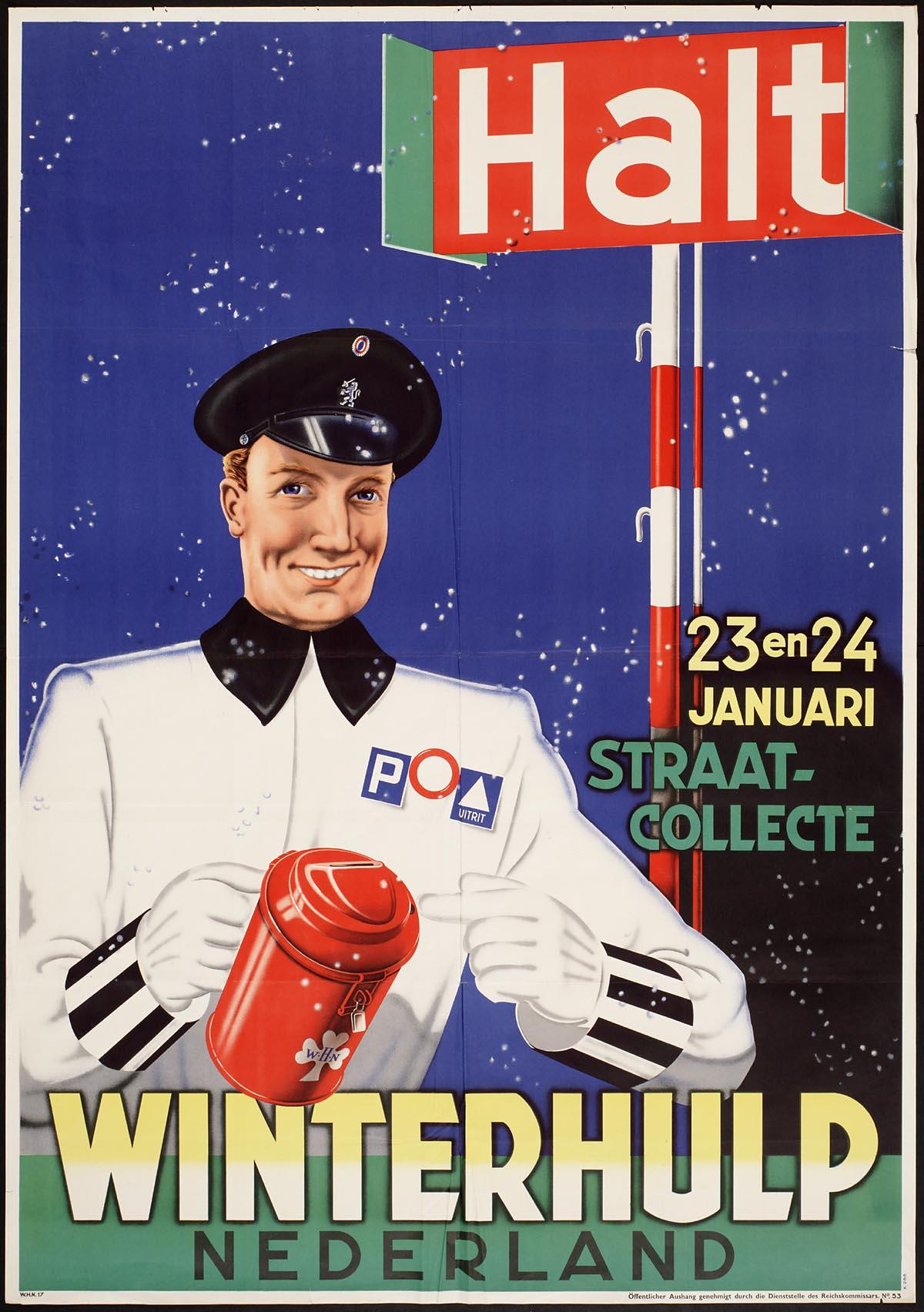
Affiche voor een Winterhulp-collecte uit 1942

De Nederlandse luitenant-generaal Hendrik Seyffardt deed in 1941 een dringend beroep op Nederlandse jongemannen om zich aan te sluiten bij het Vrijwilligers Legioen Nederland om aan het oostfront tegen "het oprukkende bolsjewisme" te strijden. Seyffardt deed zijn eerste oproep toen Hitlers troepen nog maar net aan de uitvoering van Operatie Barbarossa waren begonnen. Op dat moment rukten de nazi's snel op richting Moskou en Leningrad terwijl de bolsjewieken zich, deels om tactische redenen, halsoverkop terugtrokken.
De Nederlandse bevolking werd door secretaris-generaal Frederiks, de bedenker van het Plan-Frederiks, vanaf het eerste oorlogsjaar opgeroepen gul te geven aan de collectanten van Winterhulp Nederland. Winterhulp Nederland hield in het laatste oorlogsjaar, het jaar voor de hongerwinter, inzamelingsacties voor de Nederlandse SS'ers die als vrijwilliger aan het oostfront tegen de Sovjets vochten. Aan het eind van dat jaar werden in de Nederlandse steden de grootste razzia's voor de Arbeitseinsatz gehouden, maar Winterhulp Nederland hield geen inzamelingsacties voor de hongerende Nederlandse dwangarbeiders in Duitsland.

#### Bedrijfsleven en vervoerssector
Grote delen van het Nederlandse bedrijfsleven voerden orders uit voor Duitse organisaties. Bedrijven als Philips en DAF, maar ook de centrale werkplaats van de PTT hebben voor de Duitsers gewerkt. Vrijwel alle bedrijven in de Rotterdamse havens (evenals die in de andere havens) gingen voor de Duitsers werken. Ook defensiebedrijven als Fokker, de Rijks Artillerie Inrichtingen en de werf De Schelde deden mee. Opmerkelijk is dat zelfs bedrijven van Joodse eigenaren zoals Van Leers Vatenindustrie en de regenjassenfabriek Hollandia-Kattenburg Duitse orders aanvaardden.
Men moet hierbij wel denken dat er negatieve consequenties van Duitsers dreigden, als deze Nederlandse bedrijven collaboratie zouden weigeren. De Duitsers hadden altijd de mogelijkheid kopstukken te vervangen door NSB'ers, hoewel ze, gezien het beperkte aanbod aan geschikte kandidaten dat de NSB bood, dat zelf ook liever niet deden. Om het bedrijf en personeel zoveel mogelijk te beschermen en er toch het beste van te maken, werd dan vaak besloten toch dergelijke orders te aanvaarden. Eigenbelang en winstbejag zal hier ook niet vreemd aan zijn geweest: men wilde de eigen positie behouden en zag mogelijkheden voor een concurrentievoorsprong ten opzichte van Belgische en Franse concurrenten, daar half mei 1940 Nederland zich al had overgegeven maar de oorlog in België en Frankrijk nog in volle gang was.
De Duitse autoriteiten hebben in de naoorlogse processen verklaard, dat dwang en zelfs drang niet nodig waren: de Nederlandse bedrijven waren gretig op orders voor de Duitse oorlogsindustrie. Op 4 juni 1940 werd het "Protokol-Von Schrötter" gesloten, waarbij scheepswerven, machinefabrieken enz. zich lieten inschakelen als toeleveranciers van de overbezette Duitse industrie.  
Gekoppeld aan de collaboratie was vaak de sabotage. Deze kwam echter pas geleidelijk op gang, en kreeg pas omvangrijker vormen na de Februaristaking, toen de terroristische kant van de nazi's duidelijk was geworden. Bij de Philipsfabriek van zenders in Hilversum, bekend als de NSF, leidde dat er bijvoorbeeld toe, dat onderdelen van machines of apparaten verdwenen waardoor deze niet meer functioneerden. Bij de Rotterdamse Droogdok Maatschappij was een onderzeeër in aanbouw, die tijdens de oorlog werd afgebouwd, maar bij zijn tewaterlating meteen zonk. Dr. L. de Jong verklaart deze omvang van de collaboratie deels uit de verrassende inval van de Duitsers, het ontbreken van een duidelijke afwijzende stellingname van de regering, en aan de aanvankelijk voorzichtige manier waarop de Duitsers met Nederlanders omgingen.

#### Individuen en zelfstandigen
Op individueel niveau hebben zich tal van vormen van collaboratie voorgedaan. Van vrijwillig gaan werken in Duitsland (in tegenstelling tot gedwongen tewerkstelling), of collaboratie in een overheidsdienstbetrekking, tot personen die zich geheel vrijwillig bij de Duitsers hebben aangemeld als handlanger, bijvoorbeeld voor Jodenvervolging. Daarnaast zijn circa 20.000 Nederlanders toegetreden tot de Waffen-SS. Ongeveer 100.000 Nederlanders hebben meegewerkt aan de grote vliegveldaanleg die de Duitsers hier opzetten, en aan de vele honderden bunkers en andere versterkingen voor de Atlantik Wall. Ook hebben vele duizenden Nederlanders als chauffeur dienst genomen in het NSKK, het nationaalsocialistische 'Kraftfahrer Korps'. De Duitsers betaalden hun werknemers in Nederland over het algemeen beter dan Nederlandse bedrijven dat deden.

#### Omroepen en nieuwsmedia

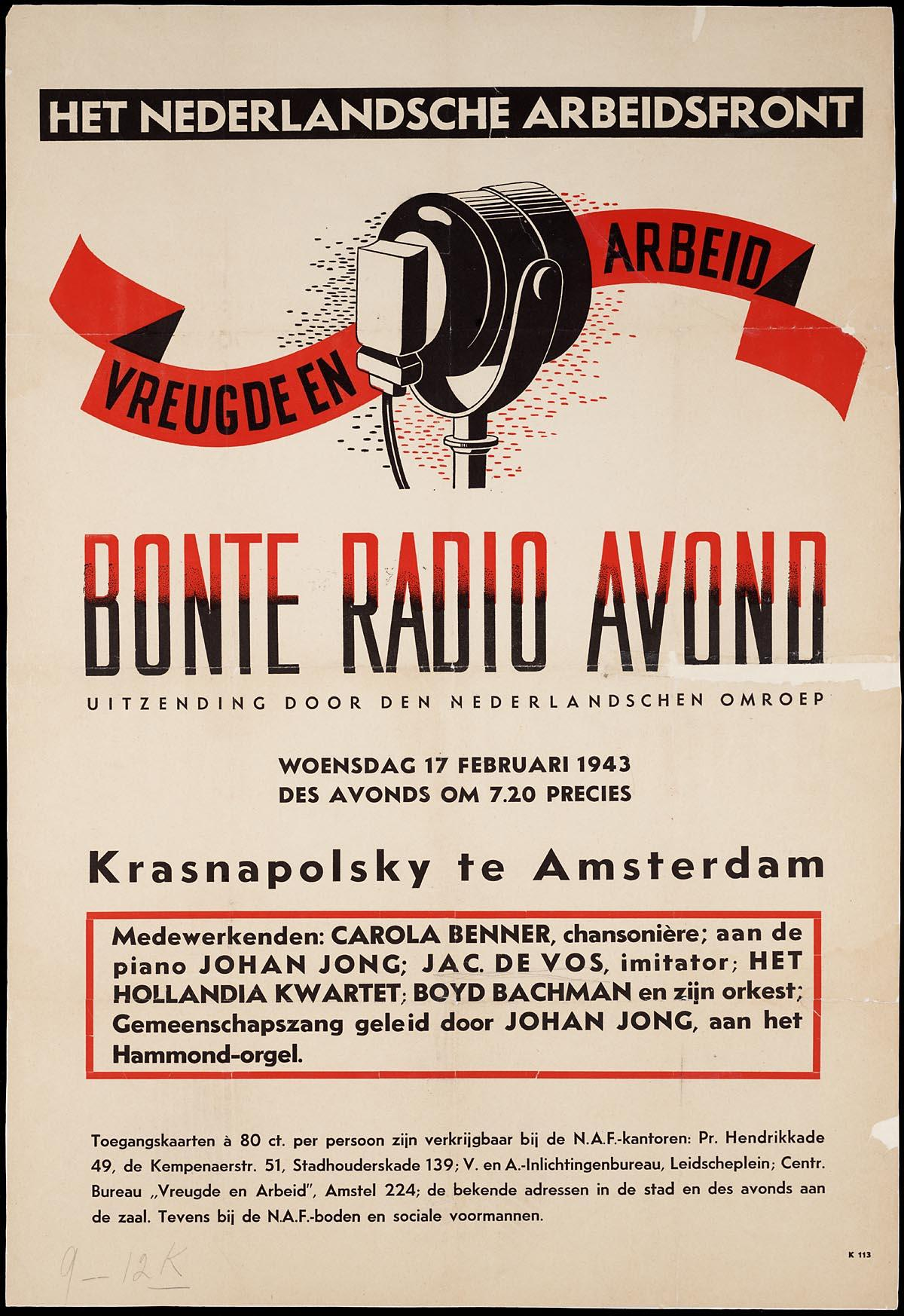
Affiche van een "Bonte Radioavond", uitzending door de Nederlandsche Omroep in 1943

Typerend voor de Nederlandse houding kan zijn een foto van een Duitse radioploeg van de Wehrmacht, die op 16 mei 1940 midden in Hilversum beleefd de weg vraagt naar de AVRO-studio, en ook keurig de weg gewezen wordt - geen van de omstanders had kennelijk enig bezwaar tegen deze vorm van 'hulp aan de vijand', of misschien zelfs enig besef dat het dit was. Het Polygoonjournaal en sommige omroepen collaboreerden overigens volop, vooral de AVRO, die zonder dat het werd gevergd, zijn Joods personeel ontsloeg, zoals Han Hollander. Een paar andere omroepen, onder wie de NCRV, weigerden mee te werken met de Duitse bezetter.
In mei 1940 waren in Nederland ca. 1,2 miljoen radiotoestellen en 350.000 aansluitingen op het netwerk van de draadomroep. Voormalig marineofficier en voormalig NSF-medewerker, ir. Antoine Dubois, kreeg in het najaar van 1940 van een medewerker van de Rundfunkbetreuungsstelle de opdracht om een plan te schrijven voor de reorganisatie van omroepen. De Duitsers wilden de bestaande omroepen opheffen en hun activiteiten onderbrengen in een nieuwe omroeporganisatie.
Aanvankelijk dachten Dubois en de bestuurders van de omroepverenigingen dat ze over de samenstelling en de taken de nieuwe omroeporganisatie konden meebeslissen, maar dat bleek niet het geval te zijn. Zo probeerde Willem Vogt bij de Rundfunkbetreuungsstelle een wit voetje te halen door de joodse AVRO-medewerkers de deur te wijzen. Het bestuur van de VARA probeerde, tegen het advies van Koos Vorrink en Willem Drees, nog met Meinoud Rost van Tonningen te onderhandelen. Het plan voor de nieuwe omroeporganisatie werd door Dubois uitgewerkt en in december 1940 aan de omroepen gepresenteerd. Op 9 maart 1941 ging de nieuwe omroeporganisatie van start onder als Rijksradio Omroep. De bestaande omroepen konden hun programmablad nog een tijdje uitbrengen maar alle zendtijd werd hen ontnomen.
Dubois was beslist geen aanhanger of bewonderaar van de NSB of het nationaalsocialisme. De door de Rundfunkbetreuungsstelle gelijkgeschakelde Rijksradio Omroep werd vanaf mei 1941 door de NSB-gemachtigde Willem Herweijer geleid en tot Nederlandsche Omroep (NO) omgedoopt. De NO viel onder de verantwoordelijkheid van de fanatieke nazi Willem van der Vegte, de nieuwe voorzitter van de Radioraad, die tevens adviseur was van de autoritaire secretaris-generaal Tobie Goedewaagen van het nieuwe Departement van Volksvoorlichting en Kunsten.
De AVRO had haar joodse medewerkers niet hoeven ontslaan.

#### Vervolging na de bevrijding
Na de Tweede Wereldoorlog begon een grootschalige zuivering, maar tot teleurstelling van veel oud-verzetsstrijders werden voornamelijk relatief kleine overtredingen hard aangepakt. De directies van collaborerende bedrijven gingen over het algemeen vrijuit, evenals bijvoorbeeld het merendeel van de top van het Nederlandse ambtenarenapparaat.
In totaal zijn 6806 Nederlanders veroordeeld omdat zij in dienst waren getreden bij de Duitse krijgsmacht. Daarnaast zijn 3283 personen veroordeeld ter zake van hulpverlening aan de vijand, en 1344 personen wegens verraad. Er werden in totaal 163 doodvonnissen uitgesproken.

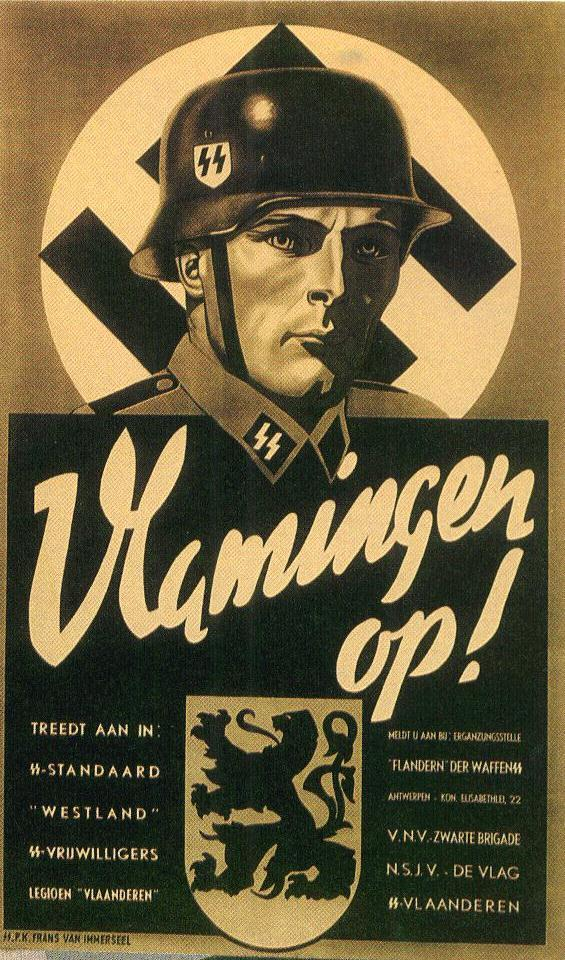
Recruteringsaffiche voor het Vlaams Legioen

#### Interneringskampen
Voor opgepakte collaborateurs of hen die daarvan verdacht werden, waren in 1945 internerings-, bewarings- of verblijfskampen ingericht. Er is echter vrij weinig bekend over deze kampen, hoewel er een incomplete lijst van is opgesteld.

### België in en na de Tweede Wereldoorlog
Evenals in Nederland, kende België allerlei vormen van collaboratie. Op 10 mei 1940 was een wet van kracht geworden die bepaalde dat de secretarissen-generaal het landsbestuur moesten overnemen, als de hogere gezagsdragers waren weggevallen. Omdat de Belgische regering naar Londen was gevlucht deed deze situatie zich inderdaad voor. Deze overname van leiding kan echter niet als collaboratie sensu stricto worden aangemerkt, gezien de Belgische wet deze situatie voorzag. Daarnaast vond economische collaboratie plaats, zowel door het bedrijfsleven als door vrijwilligers die in Duitsland gingen werken. De meerderheid van de bevolking hield zich eerder afzijdig, een passiviteit of pacifisme die ook de houding van koning Leopold III en Kardinaal Van Roey kenmerkte.
Actieve steun voor het fascisme was er van de vóór de oorlog al bestaande Franstalige partij Rex van Léon Degrelle, en het Vlaams Nationaal Verbond (VNV) onder leiding van Staf de Clercq. Rex noemde zich vooral om tactische redenen Waals, ze was in feite Franstalig-Belgisch, veel aanhangers kwamen uit Brussel (dat niet tot Wallonië behoort) of waren Franstalige Vlamingen. De collaboratie in Wallonië was minder van ideologische en/of religieuze aard dan in Vlaanderen.
Aan Vlaamse zijde was de politieke collaboratie vervlochten met het anti-Belgisch Vlaams-nationalisme. Een van de drijfveren voor de collaboratie was de realisatie van een Vlaamse staat. Met de zogenaamde Flamenpolitik waarmee allerlei vooroorlogse Vlaamse eisen ingewilligd werden slaagde de Duitse bezetter er in delen van de Vlaamse bevolking voor zich te winnen. Hitler beschouwde Vlamingen als Germaans en wilde ze bevoordelen ten opzichte van de Walen. Er werd een tactisch bondgenootschap met het VNV gesloten: het VNV werd ingeschakeld in de Duitse Ruhe und Ordnung-politiek en collaboreerde in ruil voor invloed in de Belgische staatsstructuur.
In mei 1941 ontstond de Eenheidsbeweging-VNV. Het werd voorgesteld als een fusie van het VNV, het Verbond van Dietsche Nationaal Solidaristen (Verdinaso) en Rex-Vlaanderen maar feitelijk ging het om een inkapseling van Rex-Vlaanderen en het Verdinaso door het VNV onder druk van de Duitse bezetter.

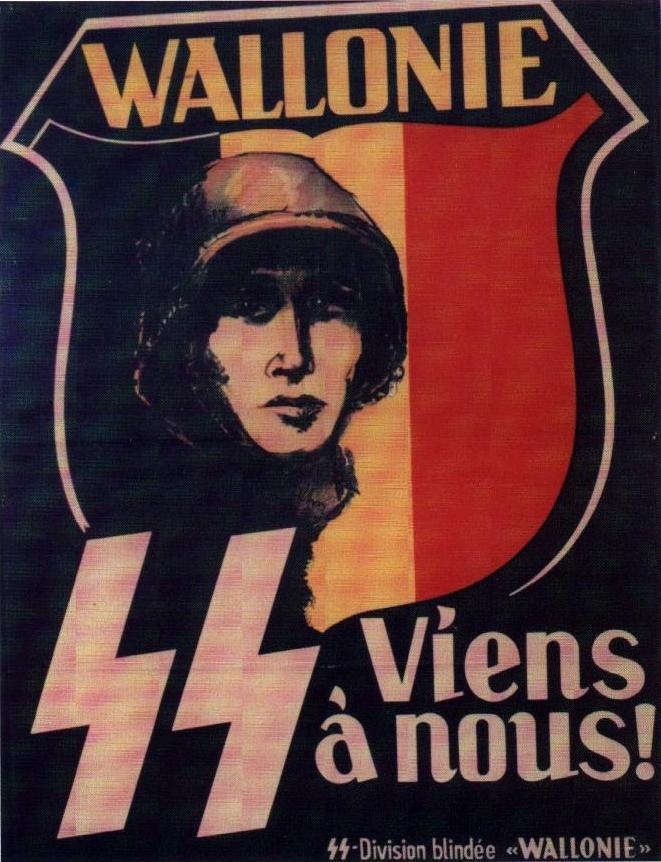
Rekruteringsaffiche van het Waalse Legioen

Daarnaast was er nog de radicaal nationaalsocialistische en Groot-Germaanse DeVlag (Duits-Vlaamse Arbeidsgemeenschap), geleid door Jef van de Wiele. Ook bij sommige socialisten, zoals voorzitter Hendrik de Man, was er bereidheid tot samenwerking met de Duitsers. Vlaamse en Waalse vrijwilligers traden toe tot diverse paramilitaire organisaties, en ook tot het Vlaams Legioen (later de Sturmbrigade Langemarck en de Langemarckdivisie) en het Légion Wallonie, onderdelen van de Waffen-SS. Zij streden aan het oostfront tegen de Sovjet-Unie. Toen België in het najaar van 1944 werd bevrijd, vluchtten enige duizenden collaborateurs naar Duitsland waar enkelen een regering in ballingschap formeerden. De divisie Langemarck werd tijdens het Ardennenoffensief in reserve gehouden, maar nooit ingezet tegen de geallieerden.
Na de oorlog werden in het kader van de repressie (zuivering) door de Belgische justitie meer dan 40.000 veroordelingen uitgesproken, waarvan 242 doodsvonnissen. Circa 7700 personen werden berecht wegens hun lidmaatschap van de Waffen-SS. De bekendste terdoodveroordeelden die ook werkelijk geëxecuteerd werden, waren Leo Vindevogel, August Borms en Irma Laplasse.

### Andere landen
In Frankrijk werd het regime van Vichy gesticht door maarschalk Philippe Pétain. Dit hield zich op grote schaal bezig met collaboratie met de nazi's. In Italië bleven fascisten de Duitsers ook na de val van Mussolini steunen, en stichtten de Italiaanse Sociale Republiek, die gezien werd als een marionettenregime. In Noorwegen trachtte Vidkun Quisling een marionettenregering op te zetten, die echter nooit op brede steun kon rekenen.
Volksduitsers werden door het naziregime gepaaid in een poging hen te gebruiken in een toekomstige oorlog. In Polen, Danzig en Joegoslavië werkten zij met de Duitsers samen door hen o.a. de juiste richting te wijzen en spionage. Soms keerden Volksduitse soldaten in het Joegoslavische leger zich tegen hun Joegoslavische bevelhebbers, en hielpen de Duitsers.
In de Sovjet-Unie collaboreerden veel inwoners van Oekraïne en de Baltische republieken, die hoopten dat de Duitsers hun streven naar onafhankelijkheid zouden steunen. Sommige moslims uit de Sovjet-Unie en de Arabische wereld steunden de Duitsers omdat die de tegenstanders waren van de Russische, Engelse en Franse overheersers.
Berichten over collaboratie en spionage leidden tot een paniekreactie en een heksenjacht, waarbij duizenden onschuldigen werden vastgezet en mishandeld op vage of helemaal geen aanklachten. Geruchten werden opgeblazen en gingen een eigen leven leiden. Na de oorlog kwam het in veel landen die bezet waren geweest door de Duitsers tot een nieuwe heksenjacht en Bijltjesdag. Ook hiervan werden vele onschuldigen het slachtoffer.